# کی‌ال‌سی‌سی پراپرتی
کی‌ال‌سی‌سی پراپرتی (به انگلیسی: KLCC Property) شرکت املاک مالزیایی است، که در سال ۲۰۰۴ تأسیس شد.